# كيني ليسن
كيني ليسن (بالفرنسية: Kinnie Laisné)‏ مواليد 11 يوليو 1989 في فرنسا، هي لاعبة كرة مضرب فرنسية تلعب باليد اليمنى وتحتل حالياً المرتبة رقم. 479 (17 فبراير 2014) في تصنيف رابطة محترفات كرة المضرب. أعلى تصنيف لها في الفردي كان المركز الـ 295 في سنة 2009.

## روابط خارجية
- كيني ليسن على موقع رابطة محترفات التنس (الإنجليزية)
- كيني ليسن على موقع الاتحاد الدولي لكرة المضرب (الإنجليزية)